# Вега, Дейвер
Дейвер Антонио Вега Альварес (исп. Deyver Antonio Vega Álvarez; род. 19 сентября 1992, Кесада, Коста-Рика) — коста-риканский футболист, нападающий клуба «Эредиано».

## Биография
Воспитанник коста-риканской «Саприссы». Начинал свою карьеру в молодежной команде этого клуба. За основной состав дебютировал в 2012 году. В составе «Саприссы» Вега становился чемпионат и кубок Коста-Рики.
В 2016 году футболист продолжил свою карьеру в Европе. Там он подписал контракт с норвежским «Бранном». В своем дебютном сезоне Вега помог команде стать вице-чемпионом страны.
За сборную Коста-Рики нападающий дебютировал в июне 2015 года в товарищеском матче против сборной Колумбии.

## Достижения
- Чемпион Коста-Рики (2):  2014 (Лето), 2014 (Зима).
- Обладатель Кубка Коста-Рики (1): 2013.
- Вице-чемпион Норвегии (1): 2016.